# أوليكسي غاي

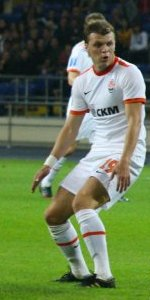

أوليكسي أناتولييوفيتش غاي (بالأوكرانية: Гай Олексій Анатолійович)‏ (مواليد 6 نوفمبر 1982 في زابوروجييه) لاعب كرة قدم أوكراني دولي يجيد اللعب في خط الوسط . يلعب حاليا لصالح نادي شاختار دونيتسك الأوكراني منذ 2006 .

## روابط خارجية
- أوليكسي غاي على موقع الاتحاد الأوربي (الإنجليزية)
- أوليكسي غاي على موقع اتحاد أوكرانيا (الإنجليزية)
- أوليكسي غاي على موقع قاعدة بيانات كرة القدم.إي يو (الإنجليزية)
- أوليكسي غاي على موقع ناشيونال فوتبول تيمز (الإنجليزية)
- أوليكسي غاي على موقع Soccerway.com (الإنجليزية)
- أوليكسي غاي على موقع عالم كرة القدم.نت (الإنجليزية)
- أوليكسي غاي على موقع AS.com (الإسبانية)